# Championnat de France de rugby à XIII 1974-1975
Navigation
Édition précédente Édition suivante
Le Championnat de France de rugby à XIII 1974-1975 oppose pour la saison 1974-1975 les meilleures équipes françaises de rugby à XIII au nombre de douze.

## Liste des équipes en compétition
| Albi Carcassonne Cavaillon Lézignan Limoux Pau XIII Catalan Saint-Estève Saint-Gaudens Toulouse Villefranche Villeneuve |

Douze équipes participent au championnat de France de première division à la suite des retraits d'Auterive, Avignon, Bordeaux-Facture, Saint-Jacques-de-Carcassonne, Carpentras, Grenoble, Marseille, Montpellier, Pia, Roanne, Toulouse OAC et de Villeurbanne.

## Déroulement de la compétition

### Classement de la première phase

#### Groupe A
| Classement | Club               | Points | Matchs |
| 1er        | Lézignan           | 60     | 22     |
| 2e         | Villeneuve-sur-Lot | 51     | 22     |
| 3e         | Saint-Estève       | 50     | 22     |
| 4e         | Carcassonne        | 50     | 22     |
| 5e         | XIII Catalan       | 50     | 22     |
| 6e         | Toulouse           | 47     | 22     |
| 7e         | Saint-Gaudens      | 44     | 22     |
| 8e         | Albi               | 42     | 21     |
| 9e         | Villefranche       | 34     | 21     |
| 10e        | Pau                | 33     | 22     |
| 11e        | Limoux             | 32     | 22     |
| 12e        | Cavaillon          | 31     | 22     |

|  | Qualifié pour les quarts-de-finale                     |
|  | Affronte les barrages pour l'accès en quarts de finale |

Le classement ne prend pas en compte le résultat de Villefranche-Albi 4-7.

#### Groupe B
| Classement | Club          | Points | Matchs |
| 1er        | Pia           | 54     | 22     |
| 2e         | Marseille     | 53     | 22     |
| 3e         | Pamiers       | 52     | 22     |
| 4e         | Bordeaux      | 51     | 22     |
| 5e         | Avignon       | 50     | 22     |
| 6e         | Roanne        | 50     | 22     |
| 7e         | Saint-Jacques | 46     | 22     |
| 8e         | Tonneins      | 42     | 22     |
| 9e         | Carpentras    | 41     | 22     |
| 10e        | Montpellier   | 35     | 22     |
| 11e        | Paris         | 30     | 22     |
| 12e        | Grenoble      | 23     | 22     |

|  | Qualifié pour les quarts-de-finale de Poule A et montée en groupe A |
|  | Qualifié pour les quarts-de-finale de Poule A                       |

## Barrages  pour les quarts de finale
| 30 mars 1975 | XIII Catalan | 28 - 5 | Bordeaux | Albi |
| 30 mars 1975 |              |        |          | Albi |
| 30 mars 1975 |              |        |          | Albi |

| 30 mars 1975 | Toulouse | 24 - 5 | Pamiers | Auterive |
| 30 mars 1975 |          |        |         | Auterive |
| 30 mars 1975 |          |        |         | Auterive |

| 30 mars 1975 | Saint-Gaudens | 21 - 8 | Pia | Carcassonne |
| 30 mars 1975 |               |        |     | Carcassonne |
| 30 mars 1975 |               |        |     | Carcassonne |

| 30 mars 1975 | Marseille | 23 - 10 | Albi | Avignon |
| 30 mars 1975 |           |         |      | Avignon |
| 30 mars 1975 |           |         |      | Avignon |

## Phase finale
|  | Quart-de-finales                | Quart-de-finales             |              |    | Demi-finales            | Demi-finales            |  |  | Finale                    | Finale                    |
|  | Quart-de-finales                | Quart-de-finales             |              |    | Demi-finales            | Demi-finales            |  |  | Finale                    | Finale                    |
|  |                                 |                              |              |    |                         |                         |  |  |                           |                           |
|  | le 13 avril 1975 à Albi         | le 13 avril 1975 à Albi      |              |    | Le 27 avril 1975 à Albi | Le 27 avril 1975 à Albi |  |  | Le 11 mai 1975 à Toulouse | Le 11 mai 1975 à Toulouse |
|  | le 13 avril 1975 à Albi         | le 13 avril 1975 à Albi      |              |    | Le 27 avril 1975 à Albi | Le 27 avril 1975 à Albi |  |  | Le 11 mai 1975 à Toulouse | Le 11 mai 1975 à Toulouse |
|  | Toulouse                        | 36 (a.p.)                    |              |    | Le 27 avril 1975 à Albi | Le 27 avril 1975 à Albi |  |  | Le 11 mai 1975 à Toulouse | Le 11 mai 1975 à Toulouse |
|  | Toulouse                        | 36 (a.p.)                    |              |    | Le 27 avril 1975 à Albi | Le 27 avril 1975 à Albi |  |  | Le 11 mai 1975 à Toulouse | Le 11 mai 1975 à Toulouse |
|  | Carcassonne                     | 19                           |              |    | Le 27 avril 1975 à Albi | Le 27 avril 1975 à Albi |  |  | Le 11 mai 1975 à Toulouse | Le 11 mai 1975 à Toulouse |
|  | Carcassonne                     | 19                           | Toulouse     | 17 |                         |                         |  |  | Le 11 mai 1975 à Toulouse | Le 11 mai 1975 à Toulouse |
|  | le 13 avril 1975 à Saint-Estève |                              | Toulouse     | 17 |                         |                         |  |  | Le 11 mai 1975 à Toulouse | Le 11 mai 1975 à Toulouse |
|  |                                 | Villeneuve-sur-Lot           | 2            |    |                         |                         |  |  | Le 11 mai 1975 à Toulouse | Le 11 mai 1975 à Toulouse |
|  | Villeneuve-sur-Lot              | Villeneuve-sur-Lot           | 2            | 15 |                         |                         |  |  | Le 11 mai 1975 à Toulouse | Le 11 mai 1975 à Toulouse |
|  | Villeneuve-sur-Lot              |                              |              | 15 |                         |                         |  |  | Le 11 mai 1975 à Toulouse | Le 11 mai 1975 à Toulouse |
|  | Marseille                       | 3                            |              |    |                         |                         |  |  | Le 11 mai 1975 à Toulouse | Le 11 mai 1975 à Toulouse |
|  | Marseille                       | 3                            | Toulouse     | 10 |                         |                         |  |  |                           |                           |
|  | le 13 avril 1975 à Carcassonne  |                              | Toulouse     | 10 |                         |                         |  |  |                           |                           |
|  |                                 | Saint-Estève                 | 9            |    |                         |                         |  |  |                           |                           |
|  | Saint-Estève                    | Saint-Estève                 | 9            | 9  |                         |                         |  |  |                           |                           |
|  | Saint-Estève                    | Le 27 avril 1975 à Perpignan |              | 9  |                         |                         |  |  |                           |                           |
|  | XIII Catalan                    | 4                            |              |    |                         |                         |  |  |                           |                           |
|  | XIII Catalan                    | 4                            | Saint-Estève | 7  |                         |                         |  |  |                           |                           |
|  | le 13 avril 1975 à Villefranche |                              | Saint-Estève | 7  |                         |                         |  |  |                           |                           |
|  |                                 | Lézignan                     | 0            |    |                         |                         |  |  |                           |                           |
|  | Lézignan                        | Lézignan                     | 0            | 17 |                         |                         |  |  |                           |                           |
|  | Lézignan                        |                              |              | 17 |                         |                         |  |  |                           |                           |
|  | Saint-Gaudens                   | 14                           |              |    |                         |                         |  |  |                           |                           |
|  | Saint-Gaudens                   | 14                           |              |    |                         |                         |  |  |                           |                           |

### Finale
(mt : 7 - 7)
Homme du match :
Points marqués :

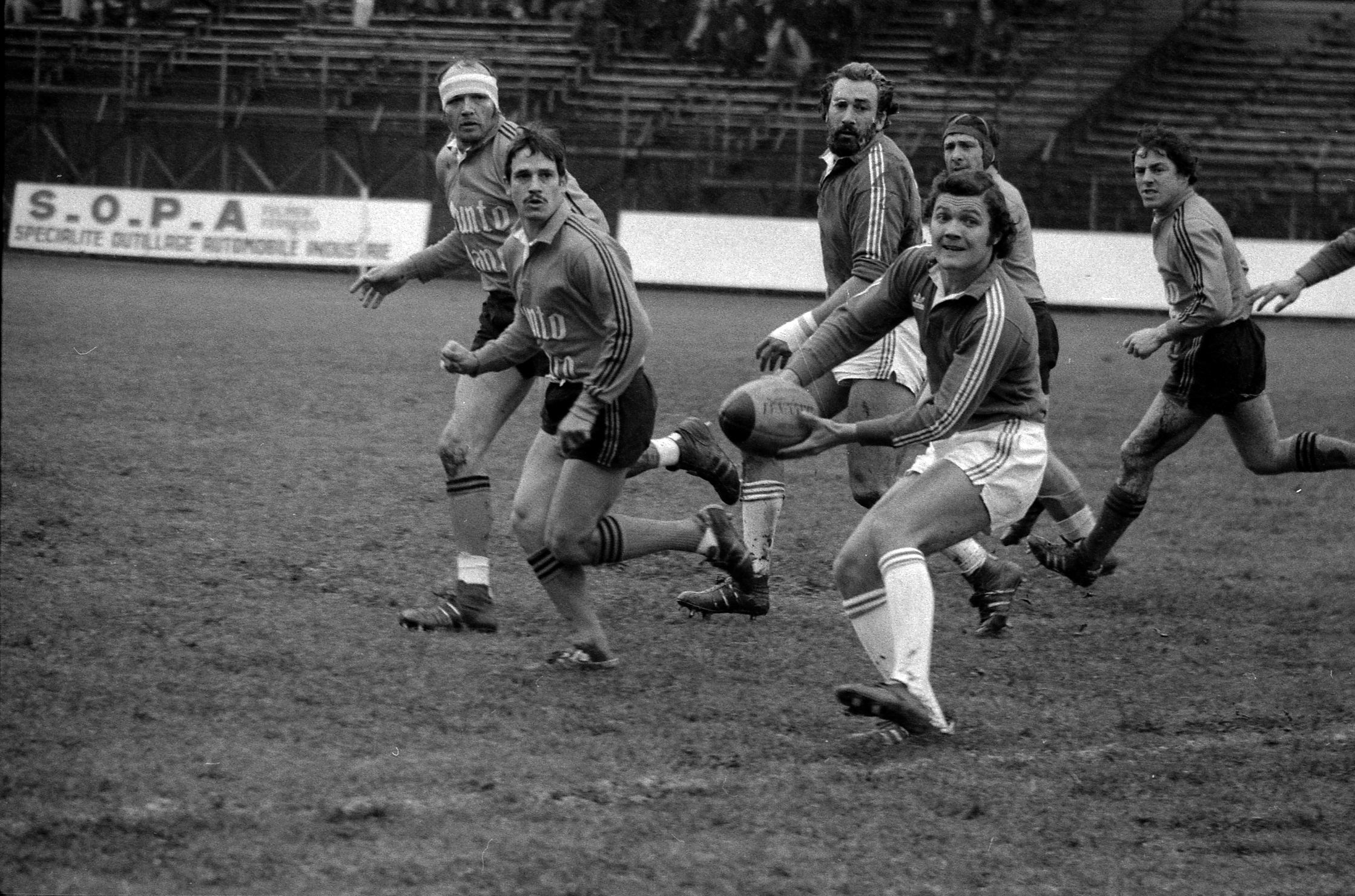
AS Saint-Estève en finale du Championnat de France 1975 contre le Toulouse Olympique.

- Toulouse: 1 essai de C. Rodriguez (8e) ; 1 transformation de F. Pierre (8e) ; 1 pénalité de F. Pierre (33e et 53e) ; 1 drop de De Matos (68e).
- Saint-Estève: 1 essai d'Aubert (20e) ; 3 pénalités de Callé (12e, 36e et 60e).

Évolution du score : 
Arbitre : M. Caillol (Provence)
Spectateurs : 5 696
Recette : 132 458 francs
Composition des équipes :
- Toulouse: Maurice de Matos - Claude Bedel, Francis Pitous, Orféo Balsarin (c), Louis Bonnery - Francis Pierre, Pierre Sablé (puis Christian Saint-Sernin) - Charles Zalduendo, Didier Paludetto, Charles Thénégal, Guy Rodriguez, Claude Rodriguez, Jean-Claude Mayorgas - Entraîneur : Christian Saint-Sernin
- Saint-Estève: Marcel Pillon, Jean-Marie Bosc, Michel Molins, René Terrats, Pierre Debeaux - José Calle, Michel Blanc - Lambert Brunet, Raymond Rébujent, Daniel Azéma, Alain Humbert, Bernard Aubert, Georges Bonnet - Entraîneur : Yves Castany

## Effectifs des équipes présentes
| Toulouse           | Orféo Balsarin Claude Bedel Louis Bonnery Jacques Cabeau Henri Justal Maurice de Matos Jean-Claude Mayorgas Didier Paludetto Francis Pierre Francis Pitous Claude Rodriguez Guy Rodriguez Pierre Sablé Christian Saint-Sernin Charles Thénégal Charles Zalduendo Entraîneur : Christian Saint-Sernin | Saint-Estève | Bernard Aubert Avril Daniel Azéma Michel Blanc Georges Bonnet Jean-Marie Bosc Lambert Brunet Marc Cabaner José Calle Pierre Debeaux Alain Humbert Izern Pierre Lacans Michel Molins Marcel Pillon Raymond Rébujent René Terrats Robert Verges Entraîneur : Yves Castany    |
| Pia                | Marc Ambert Philippe Ambert René Banet (m) Jo Bruzy Jacques Cabero Paul Caragol Christian Fages (o) Robert Faigt Gérard Lavaux Jean Margail Jean Odin Bernard Rabondy Roger Roses Julien Rascagnères Entraîneur : Francis Lévy                                                                       | Marseille    | Jacques Auribeau Jean-Pierre Béranger Guy Bucchi Jean Chaubaud André Forment Régis Forment Roger Gardon Laurent Gomez Alain Laffont (o) Serge Kunakovitch Christian Larodas Jean-René Ledru Lino Lentini Bernard Ragonnet (m) Jean-Marie De Souza Entraîneur : Raoul Perez |
| Saint-Gaudens      | Michel Anglade Serge Domenges Daniel Fabaron Serge Marsolan Michel Molinier (c) Patrick Rives Georges Sanchez Victor Serrano Paul Soubiès Gilbert Vadillo René Zaccariotto | Carcassonne  | Guy Alard Jean-Pierre Bérail Didier Bernard Jean-Marie Bonal Manuel Caravaca Gérard Cavaillès Guy Cénet Patrick Chauvet Jean Delpoux Bernard Guilhem André Malacamp |
| Lézignan           | Richard Alonso Floréal Bonet Victor Buttignol Bruno d'Hérin Mathieu Géa Mathieu Gilbert Rouanet Jean-Louis Solier | XIII Catalan | Domenjie Michel Ollet Pierre Saboureau Jean-Pierre Sauret Jean-Pierre Siré |
| Villeneuve-sur-Lot | Bosaja Antoine Gonzales Grattesol Grenier Didier Hermet Michel Laffargue Michel Laville Michel Mazaré Daniel Pellerin Hellen Plantion Christian Sabatié Martial Vrech Entraîneur : Jep Lacoste | Cavaillon    | Jean-Marie Armand Jean-Pierre di Nola Franchetti Furiani Serge Pialat Claude Requena Sentelles Guy Vigouroux |
| Limoux             | Guy Andrieu Jean-François Grechi Hervé Guiraud Yves Martres Francis de Nadaï Francis Sanchez | Villefranche | Yves Bégou Cartou Roger Garrigue Francis Tranier Vignères |
| Albi               | Jean-Louis Castel Bernard Fages Frodsham Roland Gorse Fernand Kaminski Christian Laskawiec Michel Moussard Bernard Rouland Jean-Pierre Trémouille Entraîneur : José Vergniory | Pau          | Bidet Jean Capdouze Casanave Crouzeilles Francis Duthil Fornies Claude Hennetier Henri Marracq |
| Bordeaux           | Jean-Marie Armand Boine Philippe Clergeau Noël Corbella Bernard Curt Yves Darblade Hosteins Jean-Pierre Lacoste Georges Lalanne Larrieu Jean-Cluade Lauga Gérard Lô J.-P. Moyzes Guy Rouja Jacques Sarramona Entraîneur : André Carrère                                                              | Avignon      | Hervé Bonet André Ferren Jean-Marie Imbert Gérard Roux Georges Toussaint Vernicht |
| Carpentras         | Barrouyer Bernard Cebe Goret | Pamiers      | Cézaire Salles |
| Tonneins           | Bernard Aiguillon Michel Cassin Couderc Patrick Dustrit Jean-Bernard Ghirard Christian Jammet Christian Lacube Daniel Lohiac Christian Panno Bernard Paradelle Rouillac Tizon Entraîneur : Bruno Gobbini                                                                                             | Roanne       | Coquard |
| Paris              | René de Nadaï | Grenoble     | Barbe Duffy Suzylo |
| Montpellier        | Tony Barcelo Jean-Marie Geli |              | |